# Tanerélle
Tanerélle Stephens, auch bekannt als Mama Saturn, (* 9. April 1994 in Atlanta, Georgia) ist eine US-amerikanische Singer-Songwriterin, Schauspielerin und Model.

## Leben
Tanerélle wurde am 9. April 1994 in Atlanta im US-Bundesstaat Georgia geboren und wuchs dort als Einzelkind bei ihrer alleinerziehenden Mutter auf. Im Alter von 18 Jahren zog sie nach Los Angeles, wo sie ein Schauspielstudium mit dem Bachelor of Fine Arts abschloss.
Im November 2015 veröffentlichte sie ihre Debüt-Single Siren ohne Musiklabel. Im folgenden Jahr gab sie ihr Schauspieldebüt in dem Thriller Wolf Mother mit Tom Sizemore in der Hauptrolle.
Zur Finanzierung ihrer ersten EP 11:11, die 2017 erschien, rief sie auf der Crowdfunding-Plattform Kickstarter eine erfolgreiche Kampagne ins Leben. Im Jahr 2018 veröffentlichte sie die Singles In Women We Trust und Dreamgirl.
Im Jahr 2020 ging sie als Opening Act mit Ari Lennox auf eine internationale Tournee, die jedoch aufgrund des Ausbruchs der COVID-19-Pandemie vorzeitig in Sydney, Australien, beendet werden musste. Später tourte sie mit JoJo.
Ihr im April 2020 auf YouTube veröffentlichtes, rund 30-minütiges Video Mama Saturn’s Virtual Concert, in dem sie u. a. die Singles Mama Saturn (2019) und Nothing Without You (2020) darbietet, wurde bis März 2025 über 13 Mio. mal abgerufen. Nothing Without You erreichte Platz 1 der Shazam-Charts, nachdem der Titel in Staffel 3 der HBO-Serie Insecure zu hören war.
Im Dezember 2020 war sie als Playmate in der US-amerikanischen Ausgabe des Playboy zu sehen. Im Jahr 2021 gründete sie ihr eigenes Musiklabel Mama Saturn Enterprises.
Auf Spotify wurden ihre Lieder bis Februar 2022 insgesamt über 45 Mio. mal gestreamt. Am 10. Februar 2022 widmete sich die Recording Company in einer Episode der Reihe Press Play At Home Tanerélle und ihrer Darbietung ihres Songs A Trip Through Space to Clear My Mind (2019).
Im April 2022 erschien Tanerélles zweite EP mit dem Titel 82 Moons. Für den 2022 erschienenen Horrorfilm Nanny steuerte sie zusammen mit Bartek Gliniak den Soundtrack bei.

## Diskografie

### Extended Plays
- 2017: 11:11 (Debüt-EP)
- 2022: 82 Moons (EP)

### Singles
- 2015: Siren
- 2017: Boys Like You
- 2018: In Women We Trust
- 2018: Dreamgirl
- 2018: Love from NGC 7318 (ft. barnes blvd.)
- 2019: Won’t
- 2019: Continuum
- 2019: Mama Saturn
- 2019: After the Beep
- 2019: A Trip Through Space to Clear My Mind
- 2020: Nothing Without You
- 2021: Mama Saturn’s Galactica

## Filmografie
- 2016: Wolf Mother
- 2019: Pretty Dudes: The Double Entendre (Kurzfilm)
- 2022: Nanny